# Blepharis transvaalensis
Blepharis transvaalensis là một loài thực vật có hoa trong họ Ô rô. Loài này được Schinz mô tả khoa học đầu tiên năm 1915.